# Depew
Depew – wieś w Stanach Zjednoczonych, w stanie Nowy Jork, w hrabstwie Erie.